# Erziehung in China

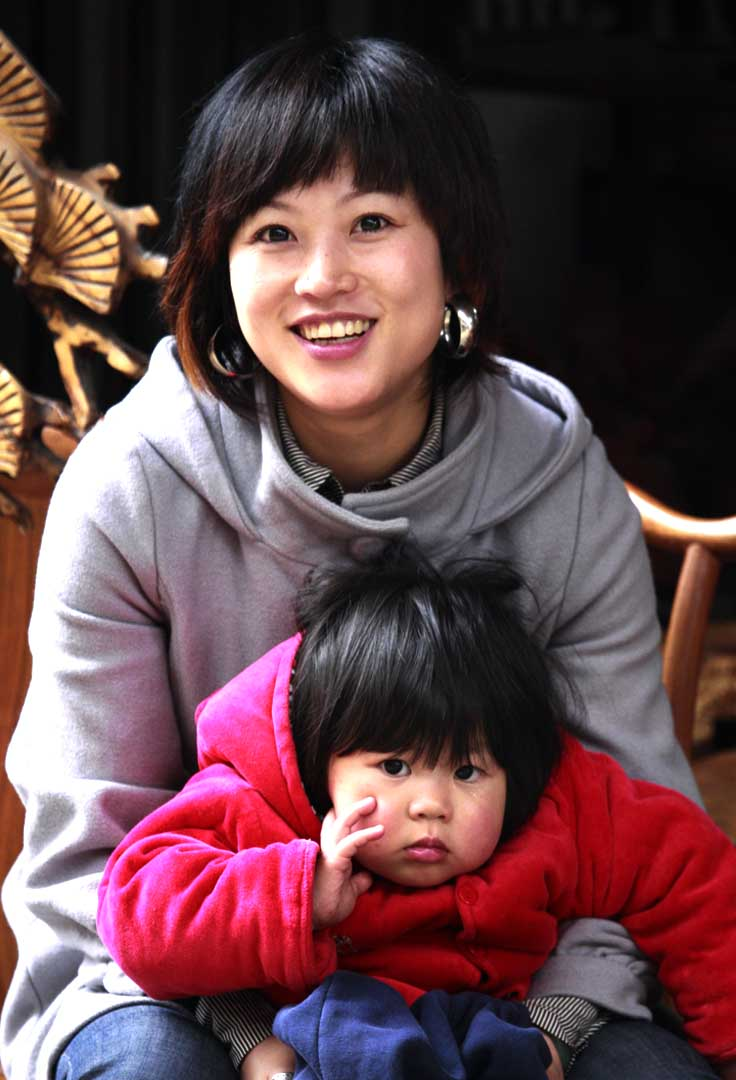
Chinesische Mutter mit ihrem Kind

Erziehung basiert in China (Volksrepublik China und Taiwan) bis heute auf den Prinzipien des Konfuzianismus. Der Konfuzianismus ist eine im späten 6. Jahrhundert v. Chr. entstandene ethische Lehre, die das menschliche Miteinander reguliert. In erheblichem Umfange prägt die konfuzianistische Ethik auch die Erziehung.

## Grundbegriffe der chinesischen Erziehung

### Alter der Unschuld und Alter des Verstehens
Die chinesische Anthropologie des Kindes unterscheidet zwei Lebensphasen: ein „Alter der Unschuld“ und ein „Alter des Verstehens“. Der Konfuzianismus lehrt, dass Neugeborene ein Geschenk der Götter sind, deren angeborene Natur respektiert werden muss. Im „Alter der Unschuld“, das sich über die ersten 5–7 Lebensjahre erstreckt, fehlt Kindern nach konfuzianischer Vorstellung noch der Verstand, um viel lernen zu können. Sie werden darum noch verwöhnt und mit sehr großer Nachsicht behandelt. Die Mutter hat das Kind in dieser Lebensphase stets eng bei sich. Kleinkinder tragen statt Windeln kāidāngkù (開襠褲 / 开裆裤 – „Schlitzhose“), Hosen mit Schlitz im Schritt, die es dem Kind erlauben, sich zu erleichtern, ohne sich ausziehen zu müssen.
Sobald das „Alter des Verstehens“ erreicht wird, setzt eine strenge Disziplin ein. Für Jungen begann das Lernen traditionell mit dem Studium von Konfuzius’ Schriften bzw. mit einer landwirtschaftlichen oder handwerklichen Ausbildung; Mädchen wurden in Hausarbeiten und die Tugend der Bescheidenheit eingewiesen. In der Kaiserzeit wurde bei den Töchtern der Han-Chinesen in diesem Alter auch mit dem Binden der Füße begonnen.
Heute setzt mit dem „Alter des Verstehens“ bei beiden Geschlechtern die akademische Förderung ein. Da Eltern zunehmend die Lernfähigkeit auch junger Kinder entdecken, wird der Übergang zum „Alter des Verstehens“ heute oft etwas früher angesetzt als noch im 20. Jahrhundert.

### Familie

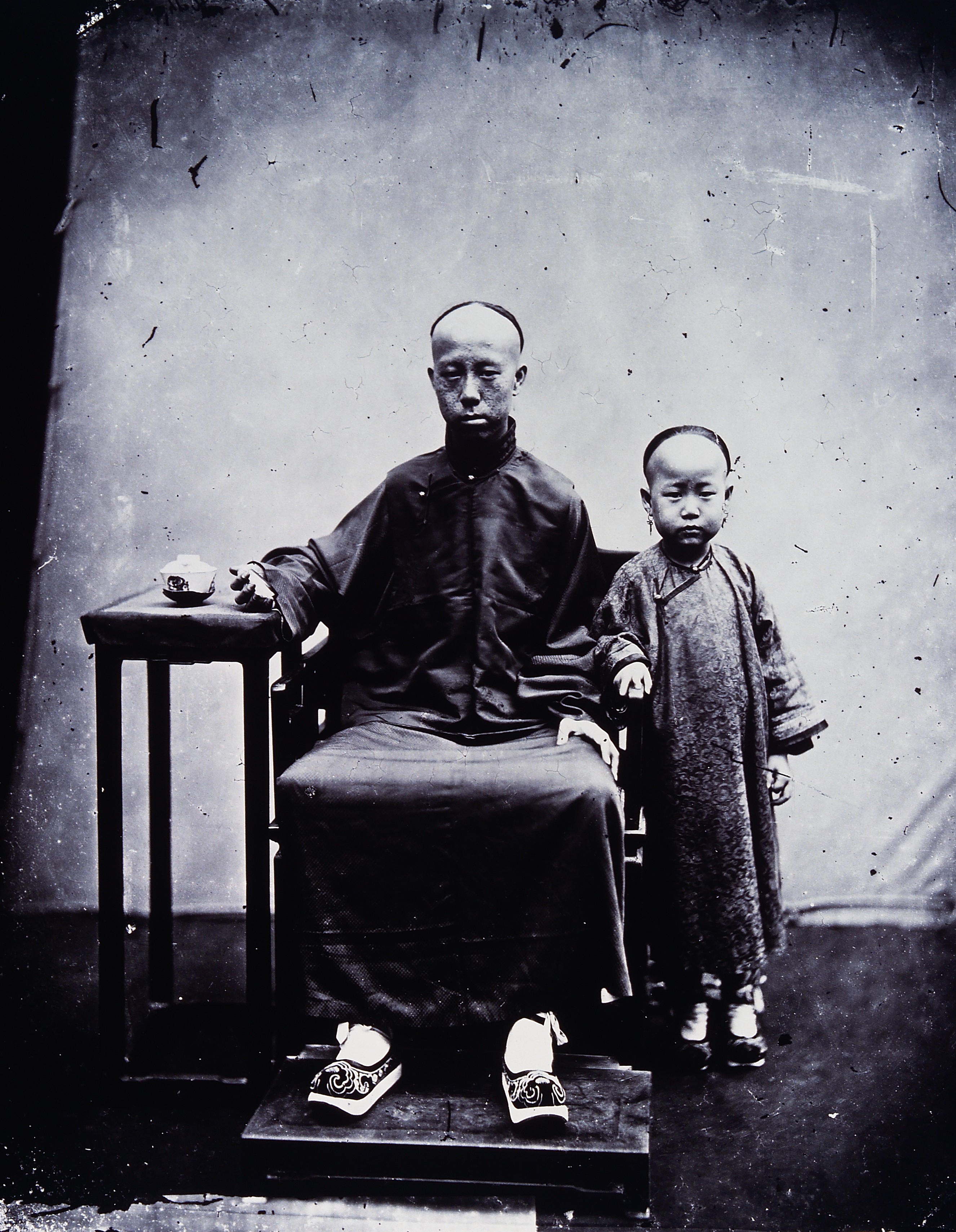
Ein Mandarin und sein Sohn (1870)

Die Familie nimmt im chinesischen Denken eine grundlegend andere Position ein als im westlichen. Während im westlichen Denken das Individuum im Mittelpunkt des Gedanken- und Wertesystems steht, hat die Familie im asiatischen Denken einen entsprechend hohen Stellenwert. Sie wird als Urzelle der Gesellschaft gedacht, und die auf sie bezogene Ideologie, die eine Ideologie der Hierarchie ist, zieht immer größere Kreise und wird am Ende auch auf die Gesamtgesellschaft und den Staat angewandt. Familienbeziehungen basieren weniger auf einer emotionalen Nähe oder Partnerschaftlichkeit, die aus einem individuell ausgestalteten Verhältnis mehrerer Personen erwächst, sondern vielmehr auf sozialen Rollen, die in China mit Größen wie dem Alter und Geschlecht der Familienmitglieder verknüpft sind.
Die Beziehung von Vater und Sohn ist im Konfuzianismus eine von fünf „Kardinalbeziehungen“ (wǔlún, 五倫 / 五伦), und diejenige, die das Generationenverhältnis repräsentiert. Die in China bis heute hohe Wertschätzung der Söhne rührt daher, dass traditionell sie es waren, die ihre Eltern im Alter versorgt haben, während die Töchter das Elternhaus mit ihrer Heirat verlassen.

### Kindliche Pietät (xiào)
Ein Grundbegriff der konfuzianischen Ethik ist xiào (孝), die kindliche Pietät.
Familie basiert in China traditionell und bis heute auf einem Generationenkontrakt. Die jüngere Generation verdankt der älteren ihr Leben, sie verdankt ihr Nahrung, Kleidung, Bildung, kurzum: alles, was sie hat. Für die jüngere Generation folgt daraus eine lebenslange Bürde; sie ist der älteren untergeordnet, verpflichtet und schuldet ihr Gehorsam. Ihre Aufgabe ist es, die ältere Generation stolz und glücklich zu machen, den Älteren zu dienen und sie im Alter zu versorgen. Die Aufgabe der Älteren ist es, die Jüngeren zu versorgen und sie auf verantwortungsvolle Weise zu unterweisen und zu leiten.
Kindliche Pietät ist ein zentrales Erziehungsziel und gilt als Schlüsselindikator dafür, wie viel Verantwortungssinn, Reife und Verlässlichkeit eine Person besitzt. Konfuzius und Mengzi halten es für statthaft, dass Kindern ihren Eltern widersprechen, sie müssen dies jedoch mit Achtsamkeit und unter Wahrung der Höflichkeitsregeln tun.
Diese Prinzipien wirken unvermindert bis in die Gegenwart:

“Filial piety in East Asia today is at once a family practice, an ideology, and a system of regulating power relations. As practiced in the family, filial piety defines a hierarchical relationship between generations, particularly that of the parent and the child. In this ordered space, filial piety prescribes the ideology of devotion by the grateful child to the parent, and also places debt and obligation at the heart of the discourse on parent-child relationships. Contemporary filial piety is in this sense not merely a vestige of a past family custom, but an ongoing practice of surveillance and control that unleashes considerable disciplinary power. Using a discourse of gratitude and indebtedness, a hierarchy of power is reproduced in everyday life, privileging the old over the young and the parent over the child.”

„Kindliche Pietät ist in Ostasien heute gleichzeitig Erziehungspraxis, Ideologie und ein System der Regulierung von Machtbeziehungen. Wenn sie in der Familie praktiziert wird, definiert kindliche Pietät eine hierarchische Beziehung zwischen den Generationen, besonders zwischen Eltern und Kind. In diesem geordneten Raum bezeichnet kindliche Pietät die Ideologie der Ergebenheit, die das dankbare Kind dem Elternteil entgegenbringt, und sie trägt die Größen Schulden und Verpflichtung ins Herz des Diskurses über die Eltern-Kind-Beziehung. Moderne kindliche Pietät ist in diesem Sinne nicht so sehr ein Überrest alter Familiengebräuche, sondern vielmehr eine aktuelle Praxis der Überwachung und der Kontrolle, die beträchtliche disziplinarische Macht entfesselt. Wo man einen Diskurs der Dankbarkeit und der Verpflichtung führt, wird im alltäglichen Leben eine Machthierarchie nachgebildet, die die Alten gegenüber den Jungen bevorrechtet, und der Elternteil gegenüber dem Kind.“

Die Verpflichtung der Jungen beschränkt sich keineswegs auf die gegenüber Vater und Mutter. Das Individuum wird im chinesischen Denken als Produkt aller vorausgegangenen Generationen verstanden; insofern schuldet es auch seinen Vorfahren. In der Praxis bedeutet dies Einhaltung von Ritualen und Gebräuchen wie der Ahnenverehrung, Familienfeiern und Trauerritualen.
Die „24 Geschichten kindlicher Pietät“ gehören in China zum Kanon der Kultur; sie sind ein Schatz der Tradition; doch China hat sich in den letzten Jahrzehnten rasant gewandelt, nicht zuletzt im Gefolge der Globalisierung – wie kann man also die Kindespietät heute zeitgemäß ausdrücken und umsetzen? Rund zwei Dutzend Autoren und Autorinnen aus China, Taiwan, Singapur, Malaysia, Tschechien, Holland, Deutschland und der Schweiz formulieren in ihren Geschichten moderne Versionen dieser Denkweise.

### Charakter (sùzhì)
Ein weiterer zentraler Begriff der chinesischen Pädagogik ist Sùzhì (素質 / 素质, etwa: „Qualität des Menschen“, „Charakter“). Ein Mensch, der Sùzhì besitzt, weist in den Bereichen Verhalten, Bildung, Ethik und Ehrgeiz bestimmte Qualitäten auf. Manchen fehlt es an Sùzhì, besonders offensichtlich solchen Personen, die sich ungeschliffen benehmen; während die Engstirnigen und Bigotten dann glauben, dass nichts dagegen getan werden könne, ist es in China jedoch die allgemeine Auffassung, dass Sùzhì per Erziehung gefördert oder eingeübt werden kann. Sùzhì jiàoyù (素質教育 / 素质教育) ist die Erziehung des Charakters und bezeichnet eine umfassende Erziehung mit starkem Akzent auf der moralischen Erziehung, neben der aber auch ideologische, physische und höhere intellektuelle Gesichtspunkte, wie etwa Problemlösen und andere analytische Fähigkeiten, eine Rolle spielen. Unterschieden wird Sùzhì jiàoyù damit von Yìngshì jiàoyù (應試教育 / 应试教育), einer Bildung oder Erziehung, die rein auf Prüfungen ausgerichtet ist. Der pädagogische Psychologe Yan Guocai (Pädagogische Universität Shanghai) hat 2009 drei Gruppen von Sùzhì unterschieden:
- Zìrán sùzhì (自然素質 / 自然素质), die natürliche Qualität, die angeboren ist und auch den physischen Zustand (Shēntǐ sùzhì, 身體素質 / 身体素质) einschließt.
- Xīnlǐ sùzhì (心理素質 / 心理素质), die psychologische Qualität, in der sich angeborene emotionale und geistige Zustände mit solchen vereinen, die durch Erziehung hervorgebracht werden.
- Shèhuì sùzhì (社會素質 / 社会素质), die soziale Qualität, die durch Erziehung hervorgebracht wird und den politischen Charakter (Zhèngzhì sùzhì, 政治素質 / 政治素质), den Intellekt (Sīxiǎng sùzhì, 思想素質 / 思想素质), den moralischen Charakter (Dàodé sùzhì, 道德素質 / 道德素质), die berufliche Leistung (Yèwù sùzhì, 業務素質 / 业务素质), den Geschmack (Shěnměi sùzhì, 審美素質 / 审美素质) und das Können (láojì sùzhì, 勞技素質 / 劳技素质) umfasst.

Stark im Gebrauch ist der Begriff Sùzhì in China seit der Zeit der Republik China und spielt seitdem eine große Rolle im gesellschaftlichen Diskurs des Landes zu Bürgerverantwortung und Moral. Anders als die stark individualistische Mainstream-Erziehung der Westlichen Welt ist die chinesische Charaktererziehung stets auf das Gemeinwohl, auf das Funktionieren der Gesellschaft ausgerichtet.
Zu den Konzepten, die Sùzhì verwandt sind, zählen Jiàoyǎng (教養 / 教养, „Erziehung“) und Xiūyǎng (修養 / 修养,  „Kultiviertheit“).

### Training (jiāo xùn) und Lenken (guǎn)
Die amerikanische Psychologin Ruth K. Chao, die sich seit den 1990er Jahren darum bemüht, die chinesische Erziehung für ein Westliches Publikum fassbar zu machen, beschreibt diese Erziehung als „Training“ (jiāoxùn, 教訓 / 教训) und „Lenken, Leiten, Führen“ (guǎn, 管). Jiāoxùn ist das Einüben des Kindes in Selbstdisziplin, gute Arbeitsgewohnheiten und generell in das Verhalten, das von ihm erwartet wird. Guǎn bedeutet Führen, wobei diesem Begriff die im Westen damit oft verbundene Konnotation von Drill und selbstherrlichem Machtmissbrauch fehlt; guǎn bedeutet auch „lieben“ und „versorgen“.

## Dimensionen der chinesischen Erziehung

### Akademische Leistung

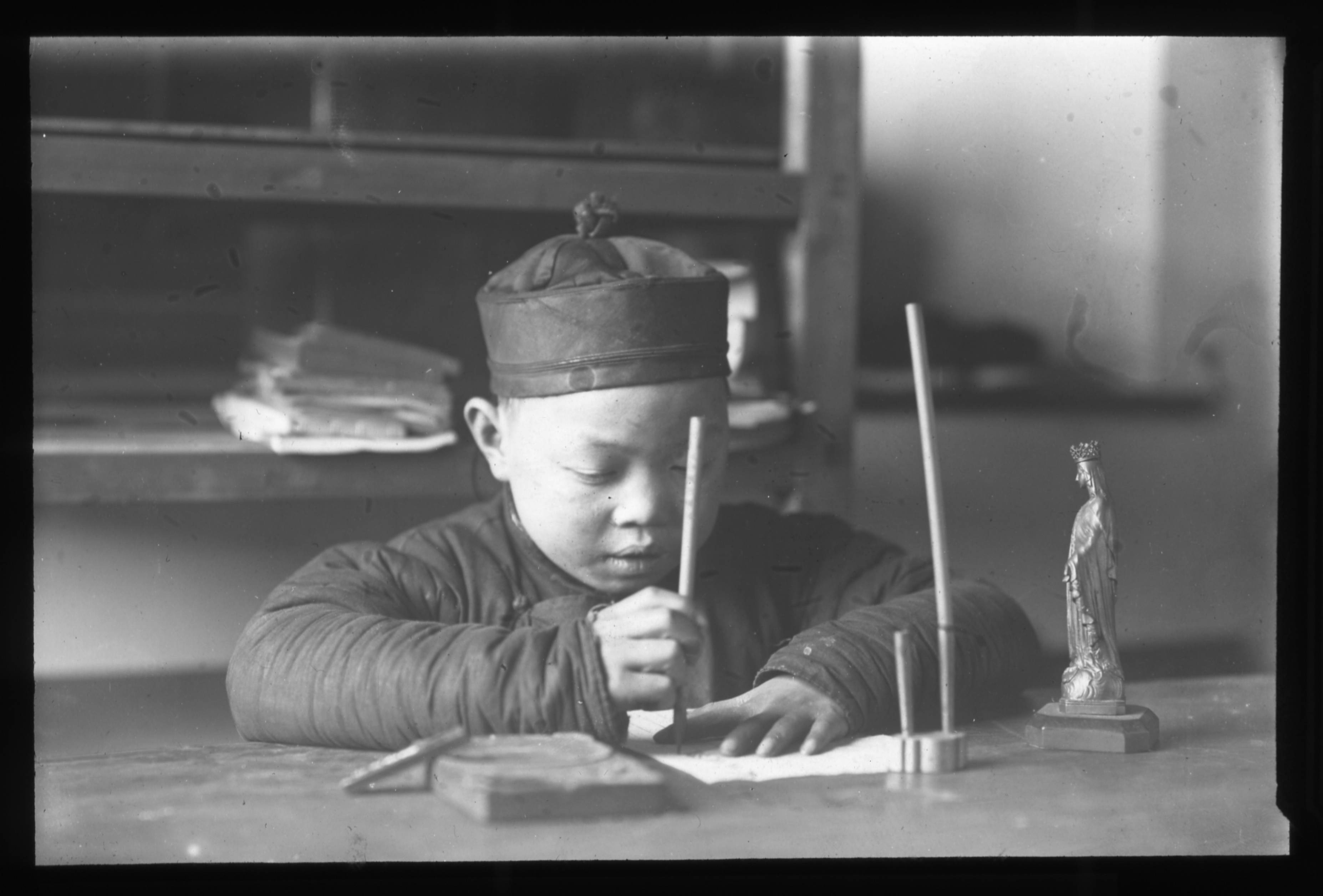
Junge beim Studium (Zeit der Republik China)

Eines der zentralen Ziele der chinesischen Erziehung sind traditionell und bis heute hohe akademische Leistungen. Kinder, die keine Höchstnoten erreichen, gelten bei ihren Eltern als mittelmäßig. China besaß seit der Ming-Zeit ein Verdienst-Beamtentum, das gelehrten Söhnen, die die äußerst anspruchsvolle Beamtenprüfung (kējǔ, 科舉 / 科举) bestanden, einen sozialen Aufstieg ermöglichte, der theoretisch unabhängig von der sozialen Schichtzugehörigkeit war. Die Prüfung wurde 1905 abgeschafft, und nach der Gründung der Volksrepublik China trat an die Stelle des alten Verdienstprinzips das Prinzip der persönlichen Verbindungen (guānxi, 關係 / 关系). Die Kulturrevolution ging 1966 mit einer Schließung der Universitäten einher und lässt sich als der Versuch beschreiben, die höhere Bildung vollständig abzuschaffen.
Heute ist Bildung in der Volksrepublik China wieder hoch angeschrieben.

### Geschlechterrollen

Paar mit zwei Kindern (1958)

Traditionell – das heißt strikt konfuzianisch – war der Vater in China das Haupt der Familie. Er übernahm Erziehungsverantwortung, sobald das Kind das „Alter des Verstehens“ erreichte, und übte diese Rolle vor allem mit Strenge aus. Die Mutter hingegen, die für das Kind bis zu diesem Zeitpunkt allein zuständig gewesen war, war meist milder; ihr oblag weiterhin die Sorge für das Kind. Da die Erwerbstätigkeit der Frauen in der Volksrepublik China im Vergleich zum alten China zugenommen hat, weicht diese Rollenverteilung gegenwärtig leicht auf.
Familiennetze sind in China generell engmaschiger geknüpft als im Westen. Mütter werden bei der Erziehung oft von Verwandten unterstützt, aber auch von Kindermädchen. In kinderreichen Familien übernehmen auch ältere Geschwister Versorgungs- und Erziehungsaufgaben.

### Erziehungsmittel und Erziehungsfolgen
Wichtigstes Erziehungsmittel ist in China die Kritik (pīpíng, 批評 / 批评). Kritik ist in China keine Erfindung der KPCh oder der Kulturrevolution, sondern war bereits im Konfuzianismus fest verankert. Der Konfuzianismus fördert Kritik als Mittel des kulturellen Lernens und zur Stützung sozialer Werte. Kritik ist im chinesischen Alltags- und Sozialleben allgegenwärtig und normal und fühlt sich dort weniger schroff an als z. B. in westlichen Kulturen. Kinder zu loben, ist traditionell wenig üblich, weil es als unbescheiden gilt oder auch die Aufmerksamkeit böser Geister erregen könnte. Traditionell sprechen Eltern über ihre Kinder darum oft sogar abwertend.
Eine traditionelle Strafe für Verstöße gegen Verpflichtungen gegenüber Familienmitgliedern besteht darin, dass das Kind für eine begrenzte Zeit aus dem Haus ausgesperrt wird.
Die Emotionen, über die chinesische Erziehung das Kind formt, sind vor allem die Gefühle der sozialen Verpflichtung und der Scham. Chinesische Kinder lernen früh, ihre Emotionen zu kontrollieren. Sie sind emotional enger mit ihrer Familie verbunden als westliche Kinder und daher weniger unabhängig, ihre Emotionen sind jedoch, weil sie stets mit anderen Menschen geteilt werden, milder und stabiler.

### Einfluss der sozialistischen Politik
Unter chinesischen Erziehungswissenschaftlern herrscht weithin Einigkeit darüber, dass sowohl der Sozialismus als auch die Reform- und Öffnungspolitik auf die tradierten, vom Konfuzianismus geprägten Erziehungspraktiken zwar Einfluss genommen, diese aber nicht grundlegend verändert haben. Bis heute übernehmen junge Chinesen Verantwortung für ihre alternden Eltern. So lebten noch im Jahr 2016 75 % der über 60-Jährigen entweder im Haushalt eines Kindes oder in der unmittelbaren Nachbarschaft.
1979/1980 brachte die stufenweise eingeführte Ein-Kind-Politik einen scharfen Einschnitt ins Leben chinesischer Familien. Diese Maßnahme fiel mit der Reform- und Öffnungspolitik zusammen, und da insbesondere Großstadtkinder von diesen Zeitpunkt an oft in wohlhabende Verhältnisse geboren wurden, entstand in der chinesischen Öffentlichkeit ein Diskurs über die „kleinen Kaiser“ (xiǎohuángdì, 小皇帝): Einzelkinder, die in materiellem Überfluss aufwachsen und von ihren Eltern und Großeltern – weil sie so wenige sind – maßlos verzogen werden. Anders als westliche Hätschelkinder trugen die neuen chinesischen Einzelkinder aber eine Bürde immenser Erwartungen und wurden von ihren Eltern schon sehr früh in Vorschulprogramme und „Kinderpaläste“ (shàoniángōng, 少年宮 / 少年宫) entsandt, die sie für die traditionell sehr harte Auslese im chinesischen Bildungswesen vorbereiten sollten. Während die Medien sich an bizarren Einzelfällen abarbeiteten und von diesen auf einen Untergang der Charaktererziehung schlossen, haben wissenschaftliche Studien solche Tendenzen jedoch nicht bestätigt.
2016 wurde die gesetzliche Regelung gelockert; Paare dürfen seitdem zwei Kinder haben. Seit 2021 sind drei Kinder erlaubt.

## Erziehung in ländlichen Regionen

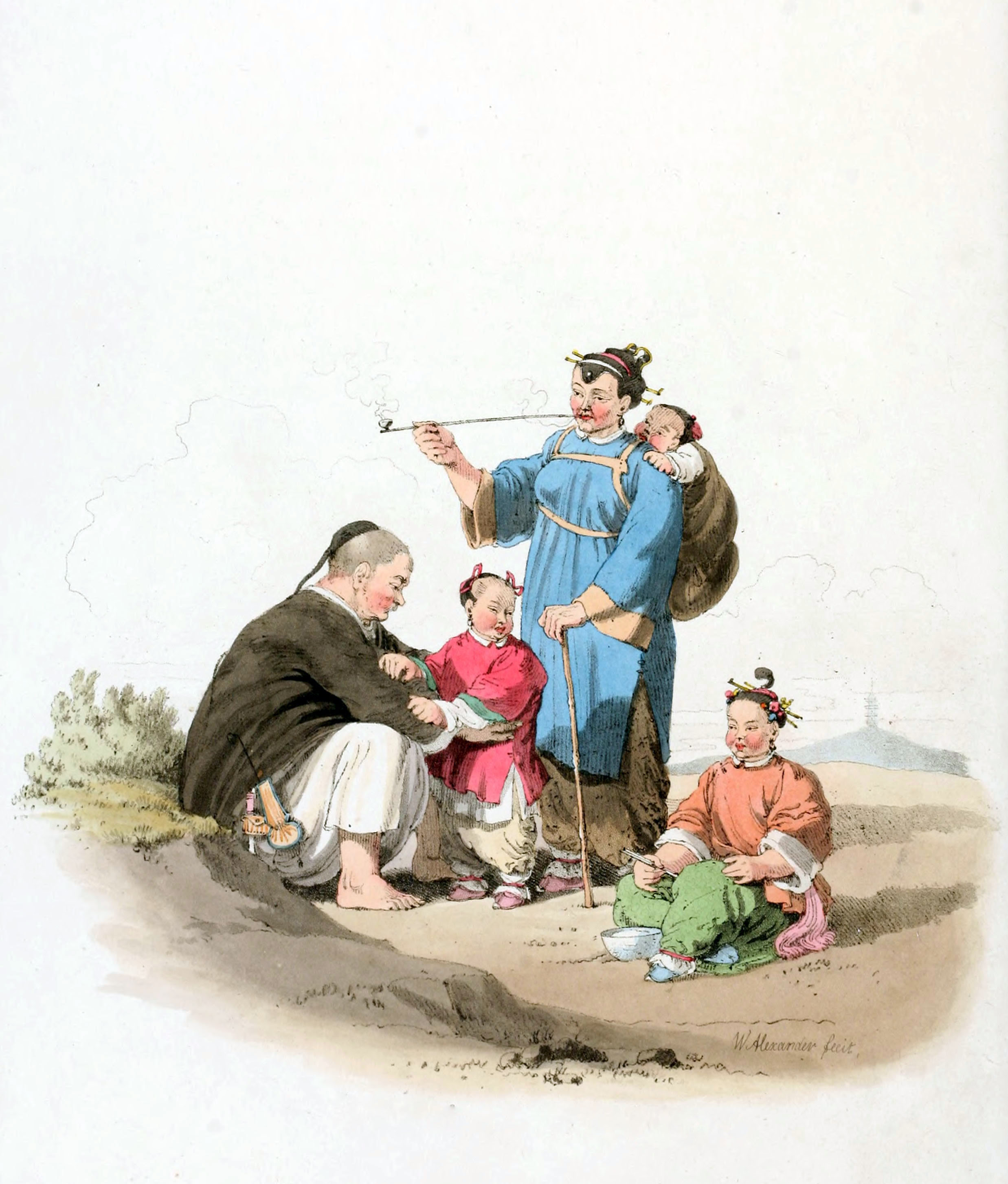
Bauernfamilie (Zeichnung von William Alexander, um 1800)

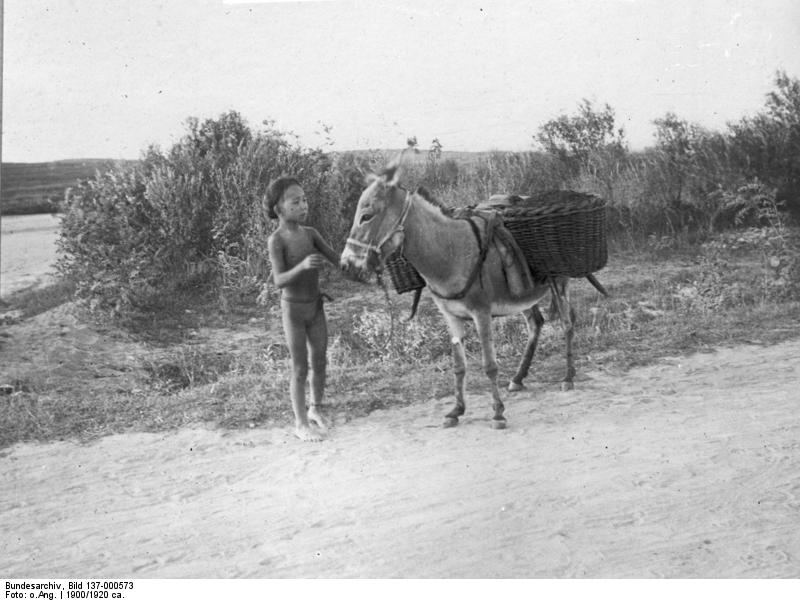
Bauernjunge (1900)

Die Landbevölkerung in China war über weite Strecken der Geschichte immer wieder Hungersnöten unterworfen und extrem arm. In der Kaiserzeit war es nicht ungewöhnlich, wenn ländlich lebende Familien in Notlagen Kinder verkauft haben. Die Kinder der ländlichen Bevölkerung wurden als landwirtschaftliche Hilfskräfte benötigt; Bildung und Aufstieg in die Beamtenklasse war für sie kaum möglich.
Noch heute weist die Volksrepublik China eines der weltweit höchsten Einkommensgefälle zwischen Stadt und Land auf. Im Jahre 2009 lag das mittlere städtische Einkommen 2,33-mal höher als das mittlere Einkommen auf dem Lande. Sehr viele Landbewohner gehen darum zum Arbeiten in die Städte. Viele können ihre Kinder nicht mitnehmen und müssen sie bei Verwandten zurücklassen. Es wird geschätzt, dass in der Volksrepublik China im Jahre 2013 mehr als 61 Mio. Kinder ohne ihre Eltern auf dem Lande gelebt haben.
Wie Peggy A. Kong aufgewiesen hat, nehmen Eltern, die in ländlichen Regionen der Volksrepublik China leben, heute großen Anteil an der Schulausbildung ihrer Kinder und bemühen sich, gute Lernvoraussetzungen für sie zu schaffen. Unter dem Eindruck des wirtschaftlichen und sozialen Wandels, der in China stattfindet, wollen sie, dass ihre Kinder das Dorf verlassen und ein besseres Leben führen können als sie selbst. Die Aufstiegsmöglichkeiten auf dem Land sind bisher gering; Bauernkinder können, wenn sie im Dorf bleiben, bestenfalls auf eine Position als niedriger Parteikader, Lehrer oder Facharbeiter hoffen. Da Sozialstatus und Wohlstand auf dem Lande weitgehend davon abhängen, welcher Familie man zugehört, nehmen chinesische Bauernfamilien bis heute großen Anteil an der Partnerwahl ihrer Söhne und Töchter.

## Die chinesische Erziehung in westlicher Sicht

### Weltweites Interesse an chinesischer Erziehung
Das Interesse der nicht-chinesischen Öffentlichkeit an den Prinzipien der chinesischen Erziehung ist in den letzten Jahren erheblich gestiegen. In den Vereinigten Staaten bilden die Kinder asiatischer Einwanderer einen erheblichen Anteil der Studentenschaft von Spitzenuniversitäten wie Harvard (16–19 %), Stanford (24 %) und MIT (27 %). Vor diesem Hintergrund sind die Kontroversen zu verstehen, die in den USA nach der Publikation von Amy Chuas Buch Die Mutter des Erfolgs (2011) entstanden sind.
International zur Kenntnis genommen wurde auch die rapide Zunahme von schulergänzendem Privatunterricht in China in der ersten Dekade des 21. Jahrhunderts. Im Jahr 2007 haben in China wegen eines besonders starken Geburtenjahrgangs erstmals die Plätze in den öffentlichen Kindergärten für die Dreijährigen nicht mehr ausgereicht. Seit Schüler aus Shanghai in den PISA-Studien der Jahre 2009 und 2012 in sämtlichen Fächern Spitzenleistungen erbracht haben und auch Hongkong, Macau, Taiwan und die Volksrepublik China seitdem stets besser abgeschnitten haben als Deutschland, Österreich und die Schweiz, ist auch im deutschsprachigen Raum die Aufmerksamkeit für chinesische Erziehung gewachsen.

### Westlich-chinesische Missverständnisse

#### Autoritärer oder autoritativer Erziehungsstil
Weil chinesische Eltern von ihren Kindern Gehorsam fordern und in gewissem Sinne streng sind, wird ihr Erziehungsstil bei westlichen Autoren oft als autoritär eingestuft. Wie in den 1993 Jahren Ruth K. Chao aufgewiesen hat, beruht diese Einstufung aber auf einer sehr ethnozentrischen Sichtweise, die an tieferen Einsichten in das Wie und Warum der chinesischen Erziehung kaum interessiert ist. Chinesischen Eltern geht es, wenn sie streng erziehen, keineswegs um Macht oder Unterdrückung, sondern sie handeln ebenso aus Anteilnahme am Kind, wie dies bei westlichen Eltern der Fall ist. Chao hat gezeigt, dass die chinesische Erziehung insofern dem autoritativen Erziehungsstil westlicher Familien näher steht als einer autoritären Erziehung. Für die Stichhaltigkeit von Chaos Vermutung, dass die autoritative Erziehung chinesischer Eltern oft fehlerhaft als autoritär eingestuft wird, sprechen auch die Befunde einer Studie, die 1998 aufwies, dass die „autoritär“ erzogenen Kinder chinesischer Amerikaner keineswegs schlechtere Schulleistungen aufweisen als duldsamer erzogene; bei nicht-asiatischen amerikanischen Kindern geht eine autoritäre Erziehung nachweislich mit verminderten schulischen Leistungen einher.
Eine 1997 in Peking durchgeführte Studie hat bestätigt, dass auch in China ein autoritativer Erziehungsstil Kinder hervorbringt, die friedfertiger, sozial und akademisch erfolgreicher sind als Kinder, die von ihren Eltern autoritär erzogen werden. Eine 1998 in Hongkong durchgeführte Studie bestätigt diesen Befund nur zum Teil.

#### Freiheitsbegriff
Aus westlicher Sicht fehlt in der chinesischen Erziehung das Element der Freiheit des Einzelnen. In der westlichen Ideengeschichte haben Denker wie Rousseau, Kant, Tocqueville, Mill und Friedman dem Freiheitsbegriff seit dem 18. Jahrhundert einen immer höheren Stellenwert gesichert. Zwar kennt auch das chinesische Denken einen Freiheitsbegriff; dieser ist jedoch in die konfuzianistische Ethik eingebettet und bezeichnet die Wahlfreiheit, das Gute zu tun oder nicht zu tun. Die speziellen Implikationen, die „Freiheit“ im westlichen Denken heute hat (z. B. Freiheit zur Selbstverwirklichung), fehlen im Chinesischen. Im Vergleich zur westlichen Erziehung lässt die chinesische Erziehung dem Kind darum wenig individuelle Freiheit und wenig Spielraum für individuelle Entscheidungen. Auch wenn das Kind sich anders entwickelt als erwartet, sind chinesische Eltern darüber eher besorgt als westliche Eltern.

#### Verbale Ausdrücklichkeit vs. kontextuelle Implizitheit
Asiatische Kulturen zeichnen sich generell durch starke Kontextualität aus; Information besteht dort häufig nicht in expliziten verbalen Mitteilungen, sondern in Verweisen auf Zusammenhänge. Während in der westlichen Erziehung das gesprochene Wort eine zentrale Rolle spielt, ergehen chinesische Eltern und Lehrer sich Kindern gegenüber nicht in wortreichen Erklärungen, sondern demonstrieren gutes Verhalten und leben es ihnen vor. Da auch Liebe nicht in Worten und Gesten (etwa Umarmungen) ausgedrückt wird, sondern kontextuell, z. B. dadurch, dass man jemanden versorgt – besonders durch Nahrung –, missinterpretieren Menschen westlicher Kulturprägung diese Nachrangigkeit des explizit Gesprochenen gelegentlich als Ausdruck von emotionaler Kälte oder von repressiver Etikette.